# Jan Veselý (cyclisme)
Pour les articles homonymes, voir Veselý.
Jan Veselý (né le 17 juin 1923 à Plastovice et mort le 10 février 2003 à Prague) a été dans le cours des années 1948/1958 le coureur cycliste tchécoslovaque le plus connu de son pays, la Tchécoslovaquie, et de la course cycliste transfrontière internationale, la Course de la Paix, qu'il a remportée en 1949. Il a tenu les premiers rôles dix années durant.

## Biographie
Jan Veselý était originaire de la Bohême du sud. Il ne montait sur un vélo qu'à l'âge de 14 ans : apprenti boulanger à Prague il était chargé d'une tournée de livraison de pain dans la capitale de la Tchécoslovaquie. Deux années plus tard il remportait le championnat des boulangers. Il a 16 ans et la guerre est là. Il commençait de courir et il ne devait reprendre sa carrière naissante qu'en 1945, sous les couleurs du club Sparta de Prague. En 1946 il remporte le premier de ses 9 titres (dont 8 consécutifs) de champion de Tchécoslovaquie

### La figure emblématique de la Course de la Paix
En 1948, Jan Veselý, membre d'une des deux équipes tchécoslovaques engagées dans cette compétition, il termine 5e de la première Course de la Paix, sur le parcours Varsovie-Prague. Son compatriote Karel Cibula occupe la 4e place. Veselý termine à 11 minutes du vainqueur, le Yougoslave August Prosenik. Plus que son coéquipier Cibula, Veselý apparaît comme l'homme fort en remportant 3 étapes, dont  les deux étapes qui se couraient sur le territoire tchécoslovaque : Jelenia-Gora-Liberec (4e étape) et Liberec-Prague, 5e et ultime étape. En 1949, ce sont près de 12 minutes qui séparent le vainqueur Jan Veselý de son suivant immédiat, le Français Maurice Herbulot. Jan Veselý établit un record de victoires au terme de 5 étapes sur les 8 que comportaient la Course. Il établit aussi la performance de porter le maillot de leader du premier au dernier jour...

Vainqueur d'une seule édition, le nom de Veselý est loin d'être absent les fois suivantes, au contraire. Il termine deux fois second : en 1952 derrière l'Écossais Ian Steel, en ayant été leader une journée ; en 1955 devancé par le coureur de la RDA Gustav-Adolf Schur. Il remportait au total 16 étapes, et en 8 participations il ne devait connaître l'abandon qu'une seule fois, la dernière, en 1957.

### Banni pour avoir abandonné la course
Jan Veselý avait pratiquement cessé de courir à la fin de la saison 1955, lorsque malgré son peu d'entrainement et des ennuis de santé, les autorités du cyclisme (sur ordre) le sélectionnaient pour participer à la Course de la Paix 1957, édition du 10e anniversaire, pour laquelle il était tenu de briller. C'est dans ces conditions que ne pouvant plus suivre le peloton, il abandonnait au cours de la 7e étape menant de Leipzig à Berlin.. Cet abandon, considéré comme une trahison, lui valut d'être mis au ban d'infamie il est suspendu de toute compétition pour deux ans. Il a alors 34 ans et va être mis à l'écart du cyclisme. Ce n'est qu'en 1968, lors du Printemps de Prague qu'il est réhabilité. Il fera dès lors plusieurs apparitions sur la Course, sans jamais avoir eu de fonctions d'entraineur ou de responsabilité cycliste officielle.

Jan Veselý mourrait d'un cancer en 2003 dans sa 80e année.

## Palmarès
- 1946

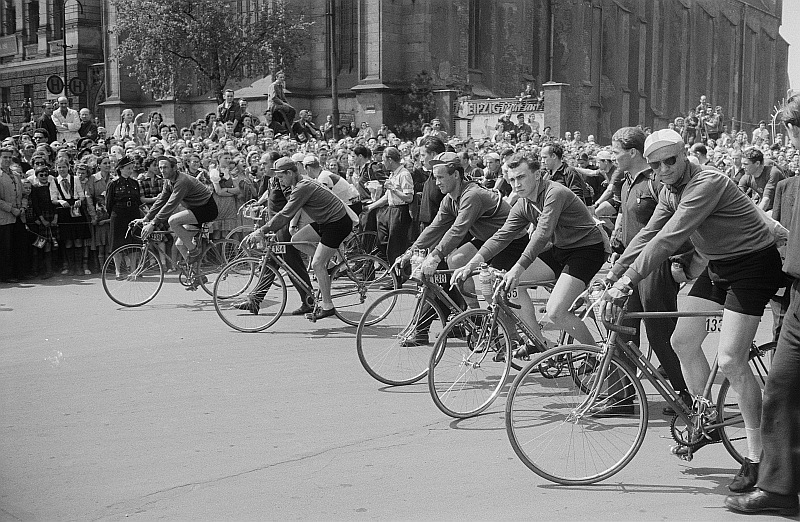
Départ d'étape de la Course de la Paix 1954 à Leipzig. L'équipe de Tchécoslovaquie, 1re du classement par équipes.: Jan Veselý est au 1er plan, à droite. Au fond, cadre N° 136, l'autre grand champion tchécoslovaque, "Vlasta" Ruzicka. Entre eux de gauche à droite : Aloïs Nachtigal, Zdenek Klich, Josef Krivka. Un 6e coureur est caché par un autre, Jan Kubr.

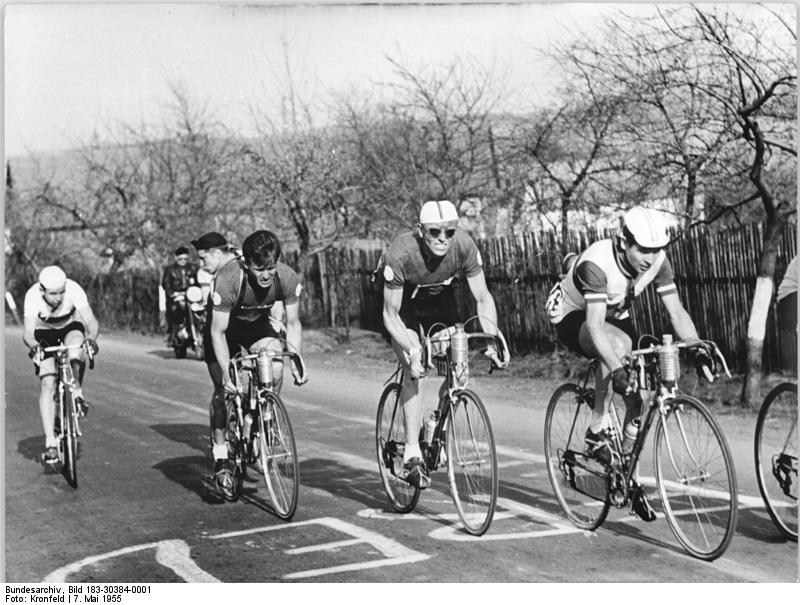
Course de la Paix 1955 : Jan Veselý et l'équipe tchécoslovaque portent le maillot distinctif de l'équipe qui mène le classement par équipes. De g à dr.: Detlef Zabel (RDA), Zdenk Klich et Jan Veselý (Tchécoslovaquie), Rodislav Tsizikov (URSS)

  -  Champion de Tchécoslovaquie sur route
  - Prague-Karlovy Vary-Prague [7]
- 1947
  -  Champion de Tchécoslovaquie sur route
  - Prague-Karlovy Vary-Prague
- 1948
  -  Champion de Tchécoslovaquie sur route
  - Prague-Karlovy Vary-Prague
  - 1re, 4e et 5e étapes de la Course de la Paix
  - 5e de la Course de la Paix (Parcours : Varsovie-Prague)
- 1949
  -  Champion de Tchécoslovaquie sur route
  - Prague-Karlovy Vary-Prague
  - 5 étapes de la Course de la Paix( 1re, 2e, 4e, 6e, 7e)
  - Course de la Paix[8]
- 1950
  -  Champion de Tchécoslovaquie sur route
  - Prague-Karlovy Vary-Prague
  - 1re et 9e étapes de la Course de la Paix
  - Classement par équipes de la Course de la Paix avec la Tchécoslovaquie[9]
  - 5e de la Course de la Paix[10]
- 1951

- -  Champion de Tchécoslovaquie sur route
  - Prague-Karlovy Vary-Prague
  - 3e et 7e étapes de la Course de la Paix
  - Classement par équipes de la Course de la Paix avec la Tchécoslovaquie[11]
  - 9e de la Course de la Paix
- 1952
  -  Champion de Tchécoslovaquie sur route
  - 9e étape de la Course de la Paix
  - 2e de la Course de la Paix
  - membre de la sélection tchécoslovaque aux Jeux olympiques d'Helsinki :
- 1953
  -  Champion de Tchécoslovaquie sur route
  -  Champion de Tchécoslovaquie de cyclo-cross
  - Tour de Tchécoslovaquie[12]
- 1954
  -  Champion de Tchécoslovaquie de cyclo-cross
  - Prague-Karlovy Vary-Prague
  - 7e étape de la Course de la Paix
  - Classement par équipes de la Course de la Paix avec la Tchécoslovaquie
  - 21e de la Course de la Paix[13]
- 1955
  -  Champion de Tchécoslovaquie sur route
  - Prague-Karlovy Vary-Prague
  - Tour de Slovaquie
  - 9e et 10e étapes de la Course de la Paix
  - Classement par équipes de la Course de la Paix avec la Tchécoslovaquie[14]
  - 2e de la Course de la Paix

### Classements divers
- aux championnats du monde sur route (amateurs)
  - 1946 : 11e
  - 1948 : 15e
  - 1949 : 8e

### Récapitulation pour la Course de la Paix
- Participations : 8 fois au départ. 7 courses terminées, 1 abandon[15].
- 1 victoire au classement final (1949);  2 fois 2e (1952, 1955).
- 16 victoires d'étape
- "maillot jaune" : 10 jours[16].
- 4 victoires au classement par équipes avec la Tchécoslovaquie[17]: 1950, 1951, 1954, 1955;  (2e place en 1948 et 1952).

## Hommages
En 2023, l'administration postale de la République Tchèque émet un timbre-poste à l'effigie de Jan Veselý.

## Source
Une erreur, nouvelle écrite par Ota Pavel (Prix Julius Fucik), retraçant les circonstances de la mise à l'écart de Jan Veselý, a été publiée pour partie dans le numéro 113 (avril-mai 1969) de Miroir du cyclisme.